# 백파이상영당
백파이상영당(白波李常影堂)은 대한민국 충청남도 논산시 벌곡면 조령리에 있는, 익안대군 방의 손자인 백파 도정공 이상 선생의 영정을 모시고 제사를 지내는 곳이다. 2005년 10월 31일 충청남도의 문화재자료 제396호로 지정되었다.

## 개요
새재 마을 북쪽 야산 남향사면에 백파선생 영당이 위치한다. 영당은 익안대군 방의의 손자인 백파 도정공 이상(李常)의 영정을 모시고 제향하는 곳이다. 이상의 아들인 이현동(李賢童)은 충곡서원에 배향된 인물로, 세조가 단종을 폐하고 왕위에 오르자 벌곡면 조령리에 낙향한 후 정착하였고, 그 후손들이 이 영당을 건립하였다고 한다. 그러나 건립연대는 확실치 않다. 이 건물의 기둥은 원주가 사용되었고 이익공계의 건물이다. 전면 퇴칸은 모두 기단을 설치하였고 어칸에는 네 개의 합각문과 협칸에는 각 한짝씩의 문을 설치하고 있다. 조선시대의 건축양식이 비교적 원형에 가깝계 잘 보존되어 있다. 영당의 동측에 이현동의 재실인 승무재(繩武齋)와 관리사가 위치해 있다. 승무재는 1730년대에 건립된 건물로 추정하고 있으나 기록이 없어 정확한 건립연대는 알 수 없다 이현동(이현동)의 호는 농맹아(농맹아)이며, 본관은 전주이다. 익안대군 방의의 증손으로 천성이 어질고 착하여 부귀에 마음을 두지 않았다. 김숙자의 문인으로 그의 아들 점필제 종직과 더불어 교분이 두터웠고, 단종이 왕위를 빼앗겼을 때, 연산면 조령에 은퇴하여 평생을 북쪽을 향해 앉는 일이 없고 자녀들에게 벼슬을 하지 말도록 경계하였다. 충곡서원에 배향하여 그의 절개를 추모하고 있으며 조령리에 신도비가 있다.

## 인물

### 이상(李常)
백파(白波) 이상(李常)은 조선 태조 이성계의 3남인 익안대군의 손자이다. 단종을 옹호하던 이상은 세조가 등극하자 초야로 피신을 하여 은둔생활을 하다가 사망했다.

### 이현동(李賢童)
이상의 아들인 이현동은 충곡서원에 배향된 인물로, 세조가 단종을 폐하고 왕위에 오르자 벌곡면 조령리에 낙향한 후 정착하였으며, 그 후손들이 이상(李常)영당을 건립하였다고 한다.
승무재(繩武齋)는 이현동의 재실이다.

## 도지정 문화재
도지정 문화재자료 제309호 해지 : 백파선생영당
도지정 문화재자료 제396호 확대 재지정: 백파 이상 영당 및 승무재(繩武齋)

## 참고 문헌
- 백파이상영당 - 국가유산청 국가유산포털

1. ↑  논산시. “도지정 문화재자료 제396호”. 《백파 이상 영당 및 승무재》. 논산시. 2020년 5월 18일에 확인함.